# Dove nessuno ti troverà
Dove nessuno ti troverà (titolo originale: Donde nadie te encuentre) è un romanzo spagnolo, pubblicato  nel 2011 dalla scrittrice Alicia Giménez-Bartlett per la casa editrice Destino. 
Il libro ha ricevuto il Premio Nadal 2011, ed è stato tradotto in italiano nello stesso anno per la casa editrice Sellerio.
Il romanzo è dedicato alla figura di Teresa Pla Meseguer, nota anche come La Pastora , guerrigliera del maquis (nome di battaglia o Florencio), fronte di resistenza anti-franchista, la cui vicenda biografica fu profondamente segnata dall'ambiguità nell'identità di genere che l'accompagnava fin dalla nascita.